# FIFA 21
FIFA 21 é um videogame de simulação de esportes desenvolvido e publicado pela Electronic Arts, tendo como estrela da capa o jogador Kylian Mbappé.
O jogo foi anunciado em 19 de junho de 2020, sendo, no mesmo ano, oficialmente publicado no dia 9 de outubro.
Lançado de acordo com a temporada 2020-2021, o game apresenta como grandes novidades as novas mecânicas de simulação no modo carreira, junto com um editor de estádios no modo Ultimate Team.
FIFA 21 foi o primeiro título da série de videojogos FIFA, pertencente à EA Sports, a receber uma versão para os consoles da nona geração. Intitulado de Next Level Realism, o upgrade garantiu uma maior velocidade dos menus, menor tempo de loadings, novo gramado, novas faces, atualizações de estádios, atualização da neve, novos detalhes extracampo e melhorias nas texturas.
*A versão Next-Gen foi disponibilizada no dia 3 de dezembro de 2020, exclusivamente, para PS5, Xbox Series S e Xbox Series X.

## Data de Lançamento
O jogo foi lançado em 9 de outubro de 2020. O jogo também será disponibilizado para membros do EA Access em 10 dias.

## Controvérsias

### Violação de direitos autorais
O cantor de funk MC Bin Laden processou a Eletronic Arts na Justiça porque, segundo ele, a empresa utilizou a música Tá Tranquilo, Tá Favoravel, seu maior sucesso, sem autorização. Ele revelou este processo em entrevista ao poadcast do g1. No entanto, o processo pode ser unificado pois o ministro do Superior Tribunal de Justiça Paulo de Tarso Sanseverino, decidiu em decisão moncratica unificar processos deste tipo para dar "isonomia" aos casos, a fim de evitar acúmulo de processos. O cantor pede R$ 150 mil de indenização.

## Ligas e Competições
Três ligas saíram do jogo: Campeonato Nacional Scotiabank, Liga Águila e a Serie B BKT.

### Ligas
| - Austrália - Hyundai A-League - Arábia Saudita - Dawry Jameel - China - Chinese Super League - Coreia do Sul - K League Classic - Japão - J1 League - Alemanha - Bundesliga - 2. Bundesliga - 3. Liga - Áustria - Austrian Football Bundesliga - Bélgica - Jupiler Pro League - Dinamarca - Alka Superliga - Escócia - Ladbrokes Premiership - Espanha - LaLiga Santander - LaLiga Smartbank | - França - Ligue 1 Conforama - Domino's Ligue 2 - Holanda - Eredivisie - Inglaterra - Premier League - EFL Championship - EFL League One - EFL League Two - Irlanda - League of Ireland - Itália - Serie A TIM - Noruega - Eliteserien - Polônia - Lotto Ekstraklasa - Portugal - Liga NOS - Romênia - Liga I - Suécia - Allsvenskan - Suíça - Swiss Super League - Turquia - Sportoto Süper Lig | - Estados Unidos - Major League Soccer - México - Liga BBVA Bancomer - Argentina - Superliga Argentina SAF - Brasil - Brasileirão Assaí |

### Competições Continentais
- CONMEBOL Libertadores
- CONMEBOL Sul-Americana
- CONMEBOL Recopa
- UEFA Champions League
- UEFA Europa League
- UEFA Super Cup

## Equipes
O único time novo que foi adicionado nas equipes do resto do mundo foi o Monza.

#### Equipes do resto do mundo
- Kaizer Chiefs
- Orlando Pirates
- Dinamo Zagreb
- Al Ain
- HJK
- AEK Atenas
- Olympiacos
- Panathinaikos
- PAOK
- Brescia
- Chievo
- Empoli
- Lecce
- Monza
- SPAL
- Slavia Praha
- Sparta Praha
- Viktoria Plzeň
- CSKA Moscou
- Lokomotiv Moscou
- Spartak Moscou
- Dynamo Kyiv
- Shakhtar Donetsk
- adidas All-Star
- MLS All-Stars
- Soccer Aid

#### Seleções masculinas
África (CAF)
| - África do Sul - Camarões - Costa do Marfim - Egito |

Ásia (AFC)
| - Austrália - China - Índia |

Europa (UEFA)
| - Alemanha - Áustria - Bélgica - Bulgária - Dinamarca - Escócia - Eslovênia - Espanha - Finlândia - França | - Grécia - Hungria - Inglaterra - Irlanda - Irlanda do Norte - Islândia - Itália - Noruega - País de Gales - Países Baixos | - Polónia - Portugal - Tchéquia - Romênia - Rússia - Suécia - Suíça - Turquia |

América do Norte, Central e Caribe (CONCACAF)
| - Canadá - Estados Unidos - México |

América do Sul (CONMEBOL)
| - Argentina - Bolívia - Brasil - Chile - Colômbia | - Equador - Paraguai - Peru - Uruguai - Venezuela |

Oceania (OFC)
- Nova Zelândia

#### Seleções femininas
| - Alemanha - Austrália - Brasil - Canadá - China - Escócia - Espanha - Estados Unidos - França - Inglaterra - Japão - México - Noruega - Nova Zelândia - Países Baixos - Suécia |

## Estádios
Nesta edição do jogo foi perdida a licença do Municipal de Riazor e do Stadio Olimpico, porém foram adicionados 5 novos estádios ao jogo.
Os estádios em destaque são novos no jogo.
- Alemanha
  - BayArena (Bayer Leverkusen)
  - Benteler-Arena (Paderborn)
  - Borussia-Park (Borussia Mönchengladbach)
  - Deutsche Bank Park (Eintracht Frankfurt)
  - HDI-Arena (Hannover 96)
  - Max-Morlock-Stadion (Nürnberg)
  - Mercedes-Benz Arena (Stuttgart)
  - Merkur Spiel-Arena (Fortuna Düsseldorf)
  - Olympiastadion (Hertha Berlin e Alemanha)
  - Opel Arena (Mainz 05)
  - PreZero Arena (Hoffenheim)
  - Red Bull Arena (Leipzig)
  - RheinEnergieStadion (Köln)
  - Signal Iduna Park (Borussia Dortmund)
  - Stadion An der Alten Försterei (Union Berlin)
  - Veltins-Arena (Schalke 04)
  - Volksparkstadion (Hamburgo)
  - Volkswagen Arena (Wolfsburg)
  - Weserstadion (Werder Bremen)
  - WWK-Arena (Augsburg)
- Arábia Saudita
  - King Abdullah Sports City (Al-Ittihad e Al-Ahli)
  - King Fahd Stadium (Al-Hilal, Al-Shabab, Al-Nassr e Arábia Saudita)
- Argentina
  - Libertadores de América (Independiente)
  - Presidente Perón (Racing)
- Canadá
  - BC Place (Vancouver Whitecaps e Canadá)
- Espanha
  - Anoeta (Real Sociedad)
  - Balaídos (Celta Vigo)
  - Benito Villamarín (Real Betis)
  - Ciutat de València (Levante)
  - Coliseum Alfonso Pérez (Getafe)
  - El Alcoraz (Huesca)
  - Gran Canaria (Las Palmas)
  - José Zorrilla (Real Valladolid)
  - La Cerámica (Villarreal)
  - La Rosaleda (Málaga)
  - Mendizorroza (Alavés)
  - Mestalla (Valencia)
  - Municipal de Butarque (Leganés)
  - Municipal de Ipurua (Eibar)
  - Municipal de Montilivi (Girona)
  - Nuevo Los Cármenes (Granada)
  - Ramón Sánchez Pizjuán (Sevilla)
  - RCDE Stadium (Espanyol)
  - San Mamés (Athletic Bilbao)
  - Santiago Bernabéu (Real Madrid e Espanha)
  - Vallecas (Rayo Vallecano)
  - Visit Mallorca Estadi (Mallorca)
  - Wanda Metropolitano (Atlético de Madrid)
- Estados Unidos
  - CenturyLink Field (Seattle Sounders)
  - Dignity Health Sports Park (Los Angeles Galaxy e Estados Unidos)
  - Mercedes-Benz Stadium (Atlanta United)
  - Providence Park (Portland Timbers)
  - Red Bull Arena (New York Red Bulls)
- França
  - Parc des Princes (Paris Saint-Germain e França)
  - Parc Olympique Lyonnais (Lyon)
  - Stade Vélodrome (Olympique de Marseille)
- Inglaterra
  - Anfield (Liverpool)
  - Bramall Lane (Sheffield United)
  - Britannia Stadium (Stoke City)
  - Carrow Road (Norwich City)
  - Craven Cottage (Fulham)
  - Elland Road (Leeds United)1
  - Emirates Stadium (Arsenal)
  - Etihad Stadium (Manchester City)
  - Fratton Park (Portsmouth)
  - Goodison Park (Everton)
  - KCOM Stadium (Hull City)
  - King Power Stadium (Leicester City)
  - Kirklees Stadium (Huddersfield Town)
  - Loftus Road (Queens Park Rangers)
  - London Stadium (West Ham United)
  - Molineux Stadium (Wolverhampton)
  - Old Trafford (Manchester United)
  - Riverside Stadium (Middlesbrough)
  - Selhurst Park (Crystal Palace)
  - St. James' Park (Newcastle United)
  - St. Mary's Stadium (Southampton)
  - Stadium of Light (Sunderland)
  - Stamford Bridge (Chelsea)
  - The AMEX Stadium (Brighton & Hove Albion)
  - The Hawthorns (West Bromwich Albion)
  - Tottenham Hotspur Stadium (Tottenham)
  - Turf Moor (Burnley)
  - Vicarage Road (Watford)
  - Villa Park (Aston Villa)
  - Vitality Stadium (Bournemouth)
  - Wembley Stadium (Inglaterra)
- Itália
  - San Siro (Milan e Internazionale)
- Japão
  - Panasonic Stadium Suita (Gamba Osaka)
- México
  - Azteca (América, Cruz Azul e México)
- Países Baixos
  - Johan Cruijff Arena (Ajax e Países Baixos)
- País de Gales
  - Cardiff City Stadium (Cardiff City)
  - Liberty Stadium (Swansea City)
- Rússia
  - Otkritie Arena (Spartak Moscou)
- Turquia
  - Atatürk Olympic Stadium (Turquia)
- Ucrânia
  - Donbass Arena (Shakhtar Donetsk)

1Estádio adicionado via DLC.

### Estádios fictícios
- Al Jayeed Stadium
- Aloha Park
- Arena del Centenario
- Arena d'Oro
- Court Lane
- Crown Lane
- Eastpoint Arena
- El Grandioso
- El Libertador
- Estádio de las Artes
- Estádio El Medio
- Estádio Presidente G.Lopes
- Euro Park
- FeWC Stadium
- Forest Park Stadium
- FUT Stadium
- Ivy Lane
- Molton Road
- O Dromo
- Sanderson Park
- Stade Municipal
- Stadio Clássico
- Stadion 23. Maj
- Stadion Europa
- Stadion Hanguk
- Stadion Neder
- Stadion Olympik
- Town Park
- Union Park Stadium
- Waldstadion

### Estádios do VOLTA FOOTBALL
- Amsterdã Underpass
- Barcelona
- Berlim
- Buenos Aires
- Cidade do Cabo
- Cidade do México
- Dubai
- Estacionamento
- Estádio VOLTA
- Lagos
- Londres
- Miami
- Milan
- Nova Iórque
- Paris
- Rio de Janeiro
- Roma
- Ruas de Paris
- São Paulo
- Sydney
- Tóquio
- Venice Beach
- Warehouse

## Música
FIFA 21 Soundtrack é a trilha sonora do jogo lançado em 28 de setembro de 2020 pela EA Sports.
| N.º            | Título                                                 | Artista(s)                     | Duração |  |
| 1.             | "Morrow"                                               | 070 Shake                      | 4:06    |  |
| 2.             | "Mice"                                                 | Aitch                          | 2:56    |  |
| 3.             | "Wish I Was Younger"                                   | Alfie Templeman                | 2:07    |  |
| 4.             | "Me Gusta"                                             | Anitta                         | 3:00    |  |
| 5.             | "Don't Turn Around"                                    | Biig Piig                      | 2:51    |  |
| 6.             | "Unity"                                                | Buju Banton                    | 3:45    |  |
| 7.             | "Aloha"                                                | Carlos Sadness & Bomba Estéreo | 3:07    |  |
| 8.             | "Stop This Flame"                                      | Celeste                        | 3:29    |  |
| 9.             | "Sacrifice"                                            | Chløë Black                    | 2:55    |  |
| 10.            | "Cool Up"                                              | De Lux                         | 4:58    |  |
| 11.            | "Buya"                                                 | Domino Saints                  | 2:49    |  |
| 12.            | "Love Is Religion (The Blessed Madonna Remix) [Mixed]" | Dua Lipa                       | 3:29    |  |
| 13.            | "Vipers"                                               | Dylan Fraser                   | 3:18    |  |
| 14.            | "01:32 AM / WALK ALONE"                                | Everything Is Recorded         | 3:27    |  |
| 15.            | "Scatter"                                              | Fireboy DML                    | 2:44    |  |
| 16.            | "Heat Waves"                                           | Glass Animals                  | 3:58    |  |
| 17.            | "ErruDumEllaHvad"                                      | ICEKIID                        | 2:28    |  |
| 18.            | "Ticket To Ride"                                       | KAWALA                         | 3:02    |  |
| 19.            | "Beginning"                                            | LA Priest                      | 4:06    |  |
| 20.            | "MIGHT DELETE LATER"                                   | LARRY PINK THE HUMAN           | 3:48    |  |
| 21.            | "been a minute"                                        | Leyma                          | 3:04    |  |
| 22.            | "Big Love"                                             | Louis the Child                | 2:47    |  |
| 23.            | "Bad Habits"                                           | Madame Gandhi                  | 3:47    |  |
| 24.            | "Good Energy"                                          | Mike Sabath                    | 3:40    |  |
| 25.            | "Who Asked You"                                        | Nia Wyn                        | 3:42    |  |
| Duração total: | Duração total:                                         | Duração total:                 | 95:40   |  |